# Anioł zagłady
Anioł zagłady (hiszp. El ángel exterminador) – meksykańska czarna komedia z 1962 roku w reżyserii Luisa Buñuela. Film jest ostrą satyrą wymierzoną w burżuazję, ubraną w formę surrealistycznej paraboli.

## Fabuła
Trwa wystawne przyjęcie miejscowej elity po powrocie z teatru. Gdy wykwintni goście udają się do salonu muzycznego, z nieznanych przyczyn nie mogą już opuścić imprezy. Mijają najpierw godziny, a potem dni ich uwięzienia. W obliczu niecodziennej sytuacji zamożni goście z czasem ujawniają coraz bardziej mroczne instynkty.

## Obsada
- Silvia Pinal jako Leticia "La Valkiria"
- Enrique Rambal jako Edmundo Nobile
- Claudio Brook jako Julio
- José Baviera jako Leandro Gomez
- Augusto Benedico jako Dr. Carlos Conde
- Antonio Bravo jako Sergio Russell
- Jacqueline Andere jako Alicia de Roc
- César del Campo jako pułkownik
- Rosa Elena Durgel jako Silvia
- Lucy Gallardo jako Lucía de Nobile
- Enrique García Álvarez jako Alberto Roc
- Ofelia Guilmáin jako Juana Avila
- Nadia Haro Oliva jako Ana Maynar
- Tito Junco jako Raúl
- Xavier Loyá jako Francisco Avila
- Xavier Massé jako Eduardo
- Ofelia Montesco jako Beatriz
- Luis Beristáin jako Cristián Ugalde
- Patricia Morán jako Rita Ugalde
- Patricia de Morelos jako Blanca
- Bertha Moss jako Leonora

## Produkcja
Zdjęcia kręcono w mieście Meksyk.